# Michele Mancino
Michele Mancino (Genzano di Lucania, 9 settembre 1896 – Latina, 25 settembre 1995) è stato un politico italiano.
Di mestiere bracciante, fu senatore  durante la II e III Legislatura, venendo eletto nelle file del Partito Comunista Italiano.

## Biografia
Reduce della prima guerra mondiale, fondò la sezione socialista del suo paese natale. Iscritto al Partito Comunista Italiano fin dalla fondazione, fu attivo nell'antifascismo e nelle lotte contadine.
Eletto senatore nel 1953, fu riconfermato nel 1958. Nel 1994 ha pubblicato Memorie di un comunista (edizioni Galzerano di Casalvelino).
Dal 1998 è stata istituita un'"Associazione per la sovranità alimentare" intitolata al suo nome.